# Snogebæk

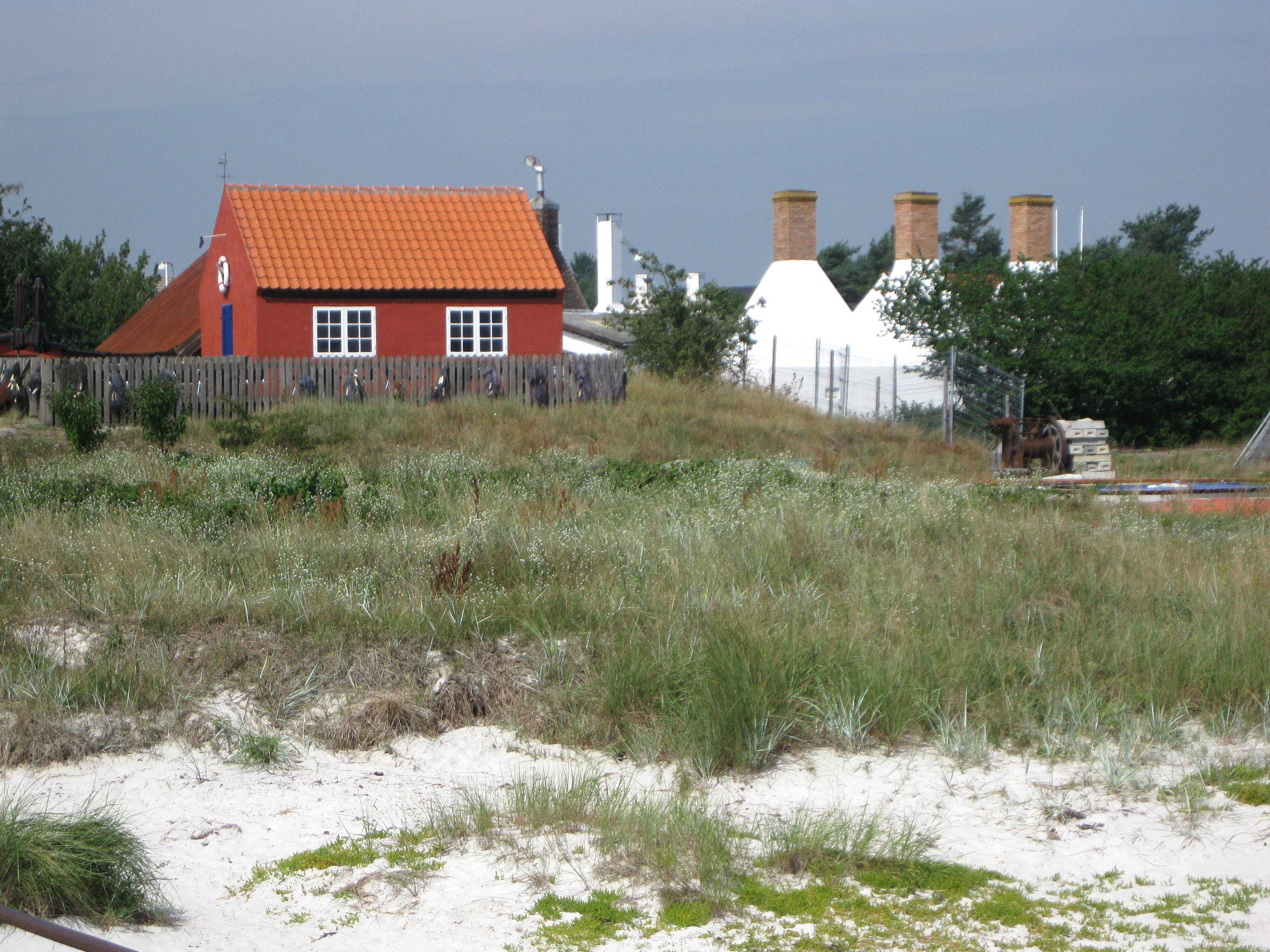
Fiskeläget Snogebæk

Snogebæk är ett fiskeläge på Bornholm med 701 invånare (2017). I fiskeläget hålls en årlig hamnfest.
Vid Snogebæk finns förekomster av den gråa hårda balkasandstenen.
Väster om Snogebæk ligger våtmarken Hundsemyre, som avsattes som naturreservat 1977.

## Snogebæk Redningsstation
Det hade sedan 1822 funnits en privat, donerad räddningsbåt i Snogebæk, med landets första räddningsstation. År 1853 inrättades Snogebæk Redningsstation som en statlig räddningsstation under det 1852 bildade Det Bornholmske Redningsvæsen. Stationen försågs både med raketapparat och en 1854 byggd osänkbar ny roddbåt, byggd på Bonnesens Værft i Christianshavn i Köpenhamn. Den var Bornholm enda sjöräddningsstation med räddningsbåt fram till 1862, då Rönne Redningsstation etablerades; i övrigt inrättades omkring frånoch  raketstationer i Allinge, Gudhjem, Svaneke samt 1884 i Hasle. 
Snogebæk Redningsstation lades ned 1964 och flyttades till Nexø, i samband med inköp av en ny motorräddningsbåt.

## Bildgalleri

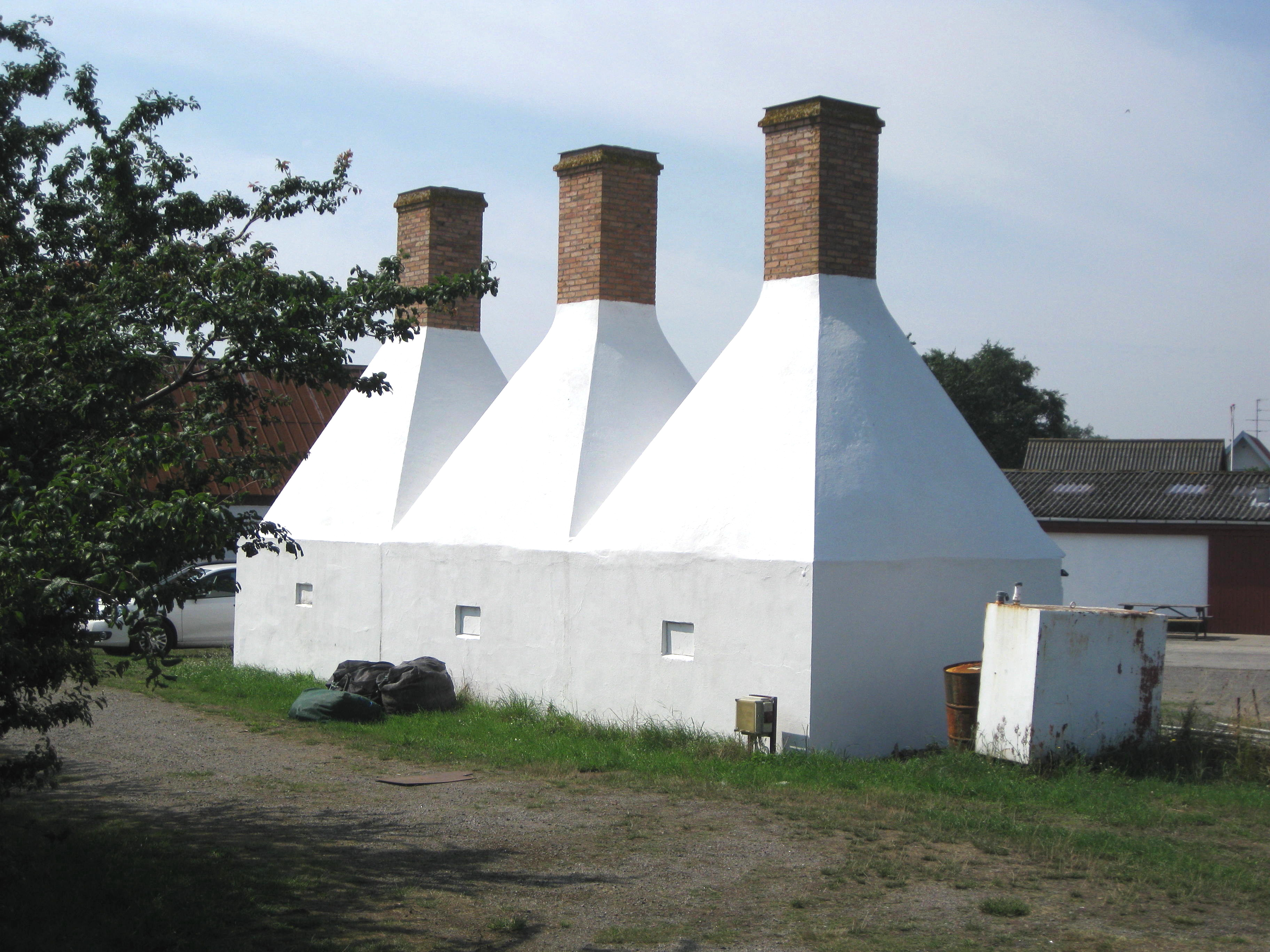
Rökeriet i Snogebæk
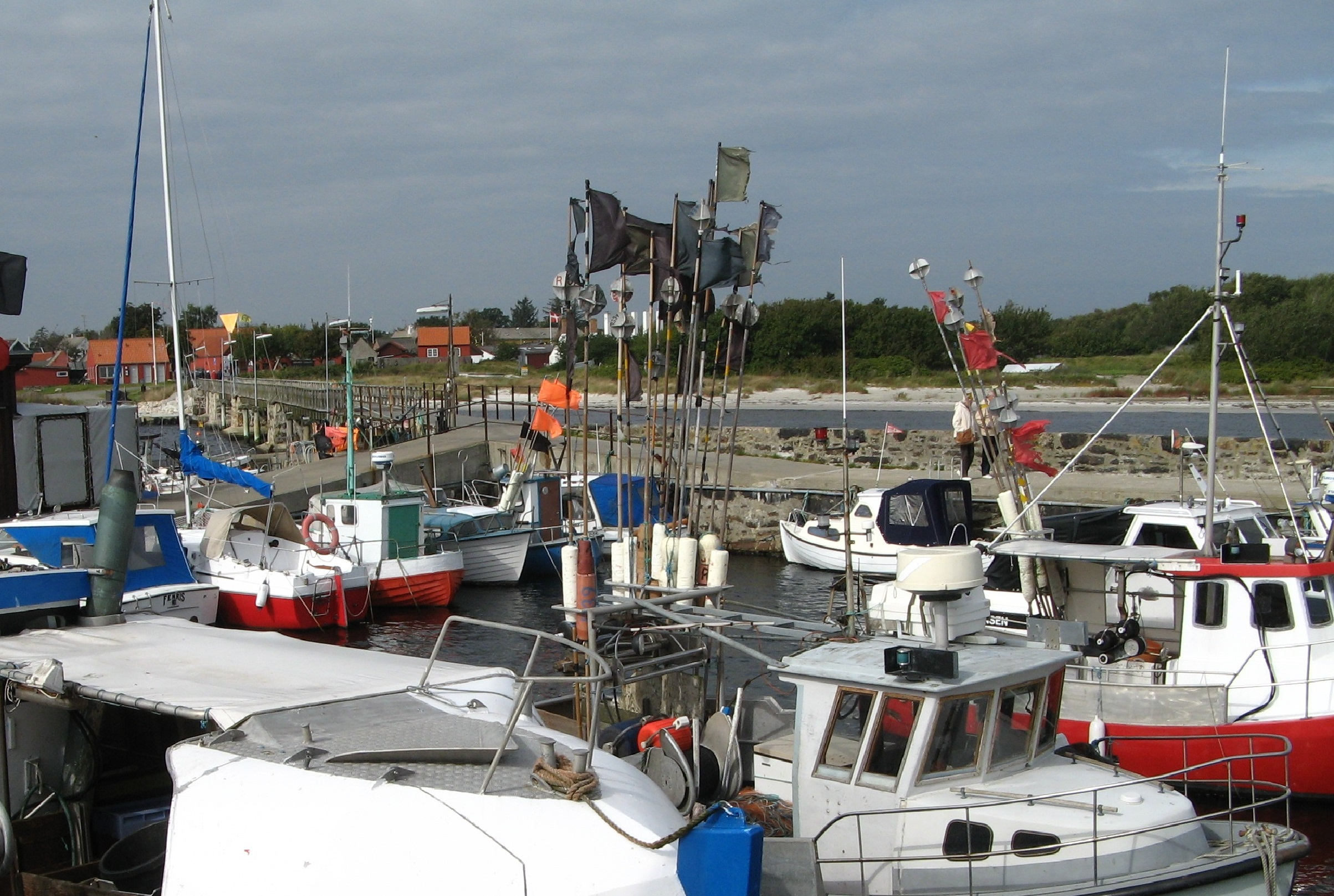
Snogebæks hamn
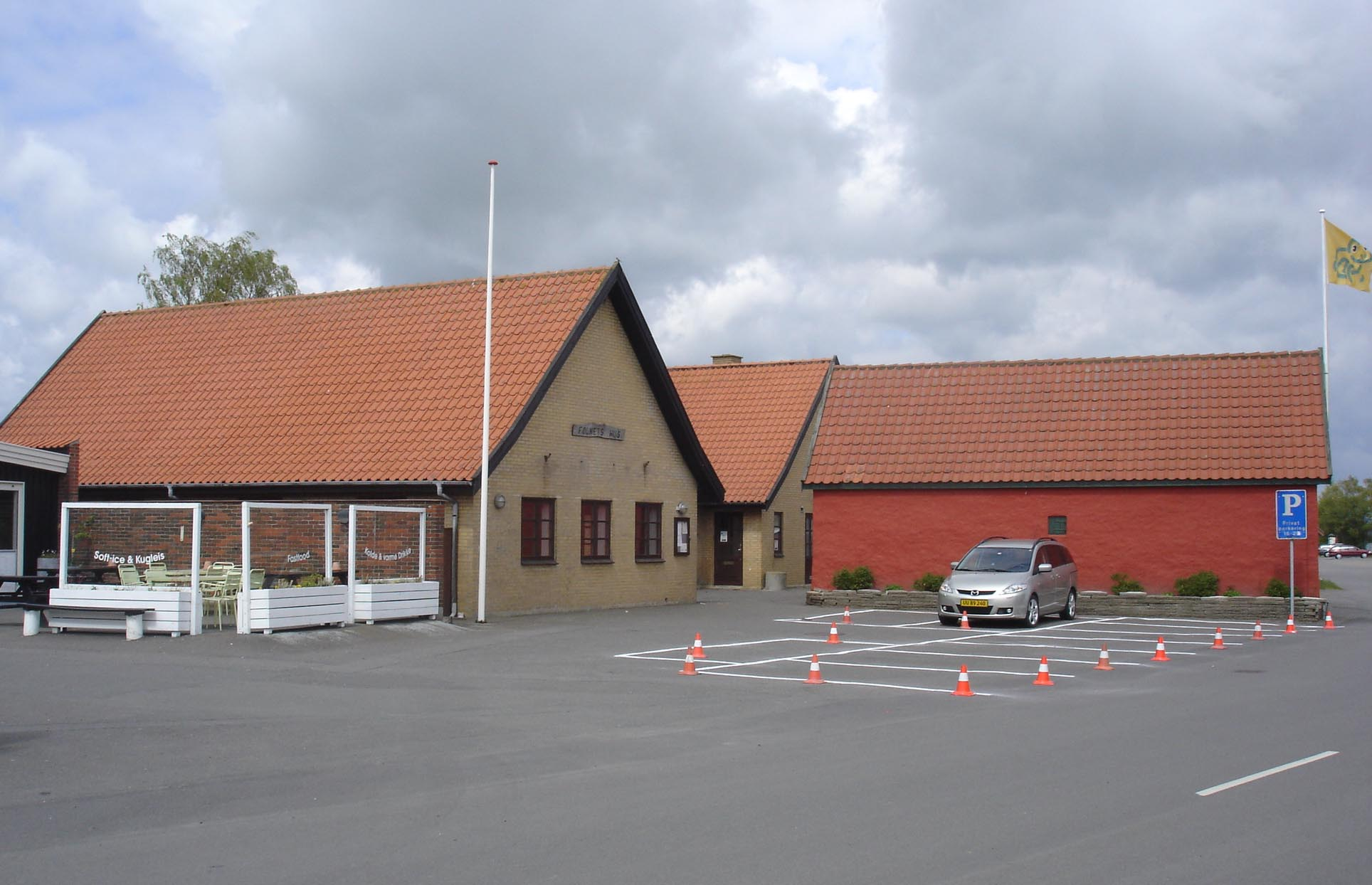
Snogebæks Folkets hus